# ハインリヒ3世 (メクレンブルク公)
ハインリヒ3世（Heinrich III. der Hänger, 1337年ごろ - 1383年4月24日）は、メクレンブルク公（在位：1379年 - 1383年）。

## 生涯
ハインリヒ3世は、メクレンブルク公アルブレヒト2世とエウフェミア・アヴ・スヴェーリエ（セーデルマンランド公エリク・マグヌソンの娘）の間に生まれた。スウェーデン王アルブレクト（在位：1364年 - 1389年）の兄。
1361年にデンマーク王ヴァルデマー4世の娘インゲボーと結婚し、以下の子女をもうけた。
- オイフェミア - 1377年にヨハン5世・フォン・ヴェルレ＝ギュストローと結婚
- アルブレヒト4世（1388年没） - メクレンブルク公（1383年 - 1388年）
- マリア（1363年 - 1402年） - 1380年にポメラニア公ヴァルティスラフ7世と結婚、エーリク7世の母[4]
- インゲボルク - リーブニッツのクララ会修道院長

1377年にベルンハルト2世・フォン・ヴェルレの娘メヒティルト・フォン・ヴェルレ＝ヴァーレンと結婚した。